# Once in a LIVEtime
Once in a LIVEtime es el segundo álbum en vivo de la banda de metal progresivo Dream Theater, grabado en el Bataclan en Francia y lanzado en 1998. 
Once In A LIVETime es un lanzamiento en CD doble de Dream Theater, presentando la mayoría de las canciones del álbum de 1997, Falling into Infinity. Poco después del lanzamiento de este álbum, Derek Sherinian fue reemplazado por Jordan Rudess.

## Listado de pistas

### Disco 1
1. "A Change of Seasons I: The Crimson Sunrise"
2. "A Change of Seasons II: Innocence"
3. "Puppies on Acid"
4. "Just Let Me Breathe"
5. "Voices"
6. "Take the Time"
7. "Derek Sherinian Piano Solo"
8. "Lines in the Sand"
9. "Scarred"
10. "A Change of Seasons IV: The Darkest of Winters"
11. "Ytse Jam"
12. "Mike Portnoy Drum Solo" (Continuación de Ytse Jam)

### Disco 2
1. "Trial of Tears"
2. "Hollow Years"
3. "Take Away My Pain"
4. "Caught in a Web"
5. "Lie"
6. "Peruvian Skies"
7. "John Petrucci Guitar Solo"
8. "Pull Me Under"
9. "Metropolis Pt. 1: The Miracle and the Sleeper"
10. "Learning to Live"
11. "A Change of Seasons VII: The Crimson Sunset"

## Intérpretes
- James LaBrie – Voz
- John Myung – Bajo
- John Petrucci – Guitarras
- Mike Portnoy – Baterías
- Derek Sherinian – Teclados

## Actuación en las carteleras
Billboard 200:
- Once in a LIVEtime - #157

[Alemania]:
- Once in a LIVEtime - #59

## Trivia
Dream Theater ha utilizado con frecuencia riffs o trozos de canciones de otras bandas en sus propias canciones cuando las interpretatan en vivo. En este álbum hay varios ejemplos de ello.
- La canción Peruvian Skies contiene porciones de Have A Cigar de Pink Floyd y Enter Sandman de Metallica.
- El final de la canción Take the Time contiene el solo de outro de Freebird de Lynyrd Skynyrd y el riff de guitarra de Moby Dick de Led Zeppelin.

- Datos: Q843193